# فردنروثورن
فردنروثورن (به لاتین: Ferdenrothorn) یک کوه در سوئیس است که در کانتون برن واقع شده‌است. فردنروثورن ۳٬۱۸۰ متر بالاتر از سطح دریا واقع شده‌است.